# Fusillade du Brûlé

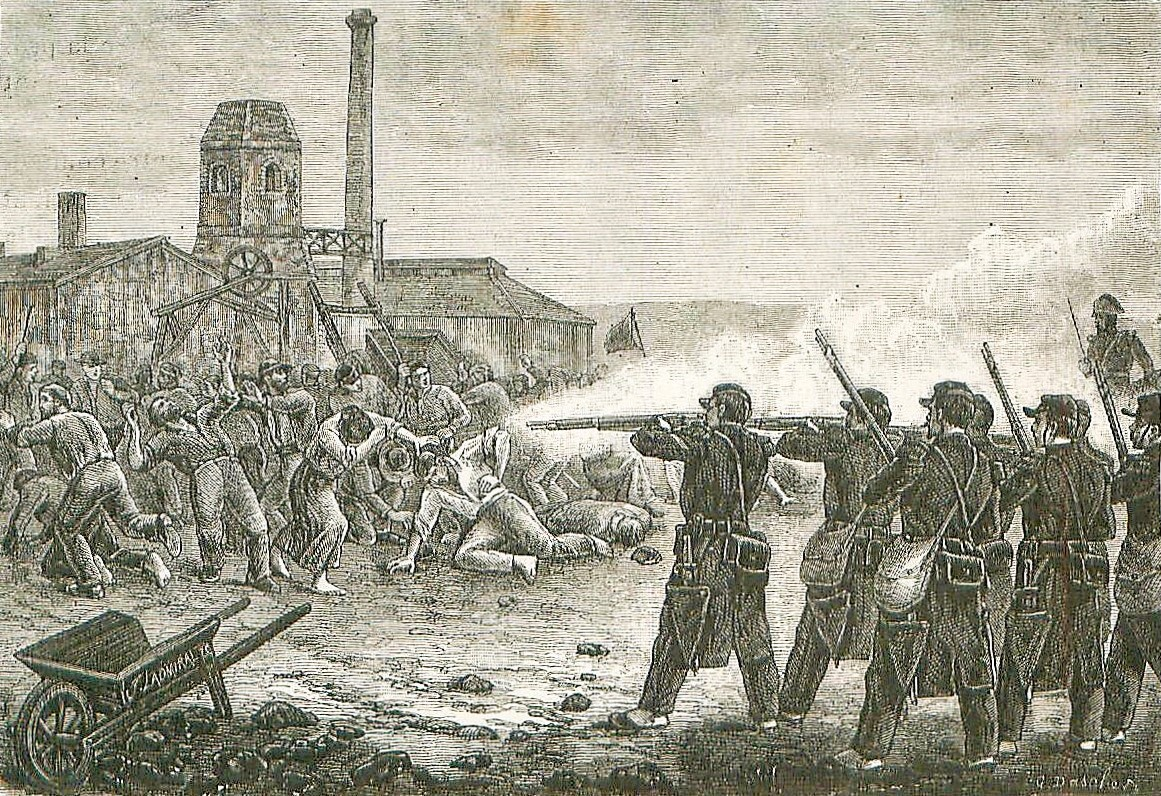
Civils et mineurs de fond tués par l'infanterie lors de la fusillade du Brûlé à La Ricamarie, le 16 juin 1869.

La fusillade du Brûlé (dénommée à l'époque fusillade du puits Caintin ou fusillade de la tranchée du Brûlé) eut lieu le 16 juin 1869 au lieu-dit « le Brûlé » à La Ricamarie près de Saint-Étienne. À la suite de l'arrestation d'un groupe de mineurs grévistes, l'armée tira sur la population de La Ricamarie et tua quatorze civils. L'événement connut un retentissement national et fait partie de l'histoire moderne du mouvement ouvrier français.

## Contexte local
Au mois de juin 1869, un mouvement de grève générale touchait l'ensemble des mines du bassin. Les mineurs grévistes demandaient alors l'augmentation des salaires, la journée de huit heures (revendication de l'AIT) et surtout la mise en place d'une caisse de secours unique regroupant les caisses de secours des compagnies et la caisse autogérée des mineurs (La Fraternelle fondée en 1866).
Parallèlement, les compagnies profitaient de la pénurie de charbon pour écouler les stocks auprès des établissements industriels de la région stéphanoise, ces derniers étant totalement dépendants de la production locale. Justifiant l'occupation des puits pour les mineurs grévistes, l'écoulement des stocks durant la grève et le contexte électoral concouraient à entretenir un climat social explosif.

## Déroulement
Au matin du 16 juin, les mineurs grévistes avaient tenté de s'opposer à plusieurs reprises au chargement d'un convoi de charbon au puits de l'Ondaine à Montrambert. Le combustible était destiné aux aciéries du groupe Holtzer, alors sous la direction de Pierre-Frédéric Dorian, industriel républicain nouvellement élu député de la Loire.
À 14 heures, un groupe constitué d'une centaine de mineurs se présenta à nouveau pour s'opposer à un chargement, entraînant alors l'intervention de six compagnies détachées du 4e régiment d'infanterie et du 17e régiment d'infanterie. La manœuvre d'encerclement conduite par le capitaine Gausserand aboutit à l'arrestation d'une quarantaine de mineurs.
La troupe devait alors amener les captifs vers la prison de Bizillon à Saint-Étienne. Soucieux d'éviter de traverser La Ricamarie, Gausserand préféra emprunter une ancienne voie de chemin de fer abandonnée passant près du puits Caintin. Au lieu-dit « le Brûlé », la troupe fut confrontée à un rassemblement, composé des proches des mineurs interpellés, tentant de s'opposer à leur passage. Après avoir ouvert le feu, sans ordre ni sommation, les soldats sortirent de la tranchée, poursuivirent la population terrifiée et achevèrent les blessés à coups de baïonnettes.

## Bilan et conséquences
La fusillade fit quatorze morts (dont un bébé de dix-sept mois) et de nombreux blessés graves, tous civils.
La nuit du 18 au 19 juin, le commandant du 4e corps d'armée organise une vague d'arrestations (cinquante personnes dont vraisemblablement Michel Rondet).
Face à l'hostilité de la population à l'égard du 4e régiment d'infanterie, le conseil municipal de Saint-Étienne demanda officiellement au maire Benoît Charvet l'éloignement du régiment responsable.
Le 2 juillet, par arrêté, le pouvoir impérial de Napoléon III fait destituer le conseil municipal de Saint-Étienne et le fait remplacer par une commission dirigée par le maire Benoît Charvet.
Sous l'influence du préfet, plusieurs compagnies acceptent la mise en place de la « journée de huit heures » (hors temps de trajet souterrain mais avec deux heures de repos comprises). Le travail sembla reprendre partiellement à la compagnie des mines de Saint-Étienne, au Soleil, à Terrenoire et au Mouillon mais le mouvement se poursuivait encore au début du mois de juillet. Au mois d'août, les mineurs reprenaient très progressivement le travail.
Lors du jugement, rendu le 7 août de la même année, soixante-deux condamnations à la prison ferme tomberont pour les mineurs et leurs proches, allant de quinze jours à quinze mois, mais tous seront amnistiés le 15 août par ordonnance impériale. Aucune charge ne sera retenue en revanche contre les soldats et le capitaine Gausserand, responsable des opérations, sera même décoré solennellement.
En matière de politique intérieure, cet événement est à l'origine de l'Interpellation des 116, qui aboutira à l'obtention de prérogatives parlementaires pour les députés.
La tradition locale affirme qu'Émile Zola s'inspira de la fusillade pour son Germinal ; le récit fictif apparaît néanmoins assez éloigné du déroulement des événements de La Ricamarie, et plus proche de la fusillade d'Aubin, qui la suit. L'écrivain séjourna effectivement au château de Frédéric Dorian mais en 1900, donc bien après la rédaction du roman. À noter la présence dans l’œuvre d'un personnage surnommé « La Brûlé » (sans e), et que cette femme meurt dans la fusillade.
Le chansonnier stéphanois Rémy Doutre (1845-1885) composa la chanson La Ricamarie en souvenir de la fusillade : 
(...) On a tué l'enfant dans les bras de sa mère, 

Égorgé lâchement la femme à genoux, 

Un paisible vieillard qui défrichait sa terre

On parlera longtemps soldats de ce "fait d'arme"

Soldats, quand vous frappez l'ennemi de la France

Dans un loyal combat, vous êtes des héros ;

Mais quand vous massacrez vos frères sans défense,

Vous n'êtes plus soldats, vous êtes des bourreaux.
L'opinion publique locale sembla basculer. La population stéphanoise (composée en grande partie d'ouvriers sous-traitants de la manufacture d'armes) devient méfiante vis-à-vis du pouvoir central, alors que la politique libérale du Second Empire prend un tournant autoritaire vis-à-vis du monde ouvrier.
Le 8 octobre de la même année, la troupe tire à nouveau sur une manifestation de mineurs à Aubin faisant 14 morts, 20 blessés et 41 orphelins.

## Épilogue: La Ricamarie, berceau du syndicalisme minier
À la suite de la chute du Second Empire, le 5 septembre 1870, les mineurs au nombre desquels Michel Rondet prirent la mairie de La Ricamarie et proclamèrent la République. Condamné avec les communards stéphanois en 1871, il fut libéré en 1877.
Proche de Pierre Waldeck-Rousseau, il bénéficia de l'appui des milieux républicains et participa à la création de la Fédération nationale des mineurs de France en 1883 (noyau historique de la CGT).